# Julius Vogel
Sir Julius Vogel (Londra, 24 febbraio 1835 – Molesey, 12 marzo 1899) è stato un politico e scrittore britannico, l’ottava persona a ricoprire il ruolo di Primo ministro della Nuova Zelanda e tutt’oggi l’unico di religione ebraica. Il suo mandato è ricordato soprattutto per l’emissione di obbligazioni per finanziare la costruzione dell’asse ferroviario e di altre opere pubbliche.

## Biografia

### Primi anni
Nato a Londra, Vogel frequentò in un primo momento la University College School di Hampstead, a Londra. In seguito studiò chimica e metallurgia alla Royal School of Mines (che in seguito divenne parte dell'Imperial College London). Emigrò a Victoria nel 1852, dove lavorò come redattore in vari giornali, tra cui l’Inglewood Advertiser e il Maryborough and Dunolly Advertiser. Dopo un tentativo fallito nell'agosto 1861 di entrare a far parte del Parlamento di Victoria nel distretto elettorale di Avoca (venne sconfitto da James Macpherson Grant e Benjamin George Davies), nell'ottobre dello stesso anno si trasferì nella provincia neozelandese dell'Otago, dove divenne giornalista per l’Otago Witness. Nel novembre 1861 fondò l’Otago Daily Times del quale divenne il primo caporedattore.

### Carriera politica
Vogel entrò in politica per la prima volta nel 1862, quando vinse le elezioni in Otago. Quattro anni più tardi fu eletto a capo del governo provinciale, ruolo che mantenne fino al 1869.

#### Membro del Parlamento
| Parlamento della Nuova Zelanda |         |                           |              |
| Anni                           | Mandato | Distretto elettorato      | Partito      |
| 1863–1866                      | 3º      | Dunedin and Suburbs North | Indipendente |
| 1866–1870                      | 4º      | Gold Fields               | Indipendente |
| 1871–1875                      | 5º      | Auckland East             | Indipendente |
| 1876                           | 6º      | Wanganui                  | Indipendente |
| 1884–1887                      | 9º      | Christchurch North        | Indipendente |
| 1887–1889                      | 10º     | Christchurch North        | Indipendente |

Nel 1863 fu eletto membro della Camera dei rappresentanti della Nuova Zelanda e, dopo aver lasciato il governo provinciale, nel 1869 entrò a far parte dell'amministrazione di William Fox come tesoriere coloniale, ricoprendo in seguito con successo il ruolo di direttore generale del sistema postale, commissario delle dogane e del telegrafo. Quando l’amministrazione Fox fu costretta a dimettersi, Vogel non votò la fiducia ai suoi successori e nell’ottobre 1872 tornò al potere come leader della Camera Bassa, tesoriere coloniale e direttore generale del sistema postale. Nel corso degli anni egli rappresentò diversi distretti elettorali della colonia: Dunedin and Suburbs North (1863–1866), Gold Fields in Otago (1866–1870), Auckland East (1871–1875), Whanganui nel 1876, ruolo dal quale si dimise, e Christchurch North (1884–1889, dimettendosi anche in questo caso.
Vogel partecipò con successo alle elezioni neozelandesi del 1884 nel Christchurch North contro John Crewes.

#### Primo ministro della Nuova Zelanda
Vogel fu Primo ministro della Nuova Zelanda dal 1873 al 1875 e di nuovo nel 1876. Dal 1876 al 1881 fu eletto rappresentante della Nuova Zelanda a Londra e, nel 1884, fu di nuovo membro del governo della colonia. Durante la sua carriera politica, Vogel si impegnò con discreto successo per la riconciliazione con la popolazione Maori. Nel 1887 presentò al parlamento il primo progetto di legge per il suffragio femminile, che però non fu concesso fino al 1893. Nel 1875 venne nominato cavaliere mentre nel 1887 lasciò ogni carica politica nella colonia e da quel momento in poi visse in Inghilterra.
Vogel viene ricordato soprattutto per il piano delle grandi opere pubbliche degli anni Settanta. Prima del 1870, la Nuova Zelanda era una terra fortemente dominata da interessi localistici e da voti di scambio. Dopo che Vogel, come tesoriere coloniale, propose di prendere in prestito l'enorme somma di 10 milioni di sterline, la Nuova Zelanda sviluppò un significativo sistema di infrastrutture composto da strade, ferrovie and altre vie di comunicazione, tutte amministrate dal governo centrale. Questo in definitiva portò all'abolizione delle province nel 1876.
Vogel è anche degno di nota come uno dei pochi Primi ministri ebrei praticanti al di fuori dello stato di Israele. Dopo Vogel, altri due neozelandesi di stirpe ebraica hanno ricoperto la carica di primo ministro: Francis Bell, un anglicano che divenne per breve tempo primo ministro nel maggio 1925, e John Key, primo ministro della Nuova Zelanda dal 2008 al 2016, che non è religioso anche se occasionalmente da bambino ha frequentato la sinagoga.
Quando morì a Molesey nel 1899, Julius Vogel fu sepolto nel cimitero ebraico Willesden di Londra.